# Thanks for the Dance
Thanks for the Dance je patnácté studiové album kanadského písničkáře Leonarda Cohena. Vydáno bylo 22. listopadu 2019 společností Sony Music Entertainment. Cohen zemřel v roce 2016, nedlouho po vydání alba You Want It Darker. Před smrtí však se svým synem Adamem, který album produkoval, nahrál další písně. O dalším albu začal Cohenův syn mluvit v roce 2018 s tím, že vyjde roku 2019. Detaily a název alba byly oznámeny v září 2019, kdy byla odhalena první píseň nazvaná „The Goal“. Na albu se podíleli mimo jiné Jennifer Warnes, Daniel Lanois, Javier Mas a Bryce Dessner.

## Seznam skladeb
| Pořadí | Název                     | Hudba                       | Text          | Délka |
| ------ | ------------------------- | --------------------------- | ------------- | ----- |
| 1.     | Happens to the Heart      | Adam Cohen                  | Leonard Cohen | 4:33  |
| 2.     | Moving On                 | Adam Cohen, Patrick Leonard | Leonard Cohen | 3:12  |
| 3.     | The Night of Santiago     | Adam Cohen                  | Leonard Cohen | 4:15  |
| 4.     | Thanks for the Dance      | Anjani Thomas               | Leonard Cohen | 4:13  |
| 5.     | It's Torn                 | Adam Cohen, Sharon Robinson | Leonard Cohen | 2:58  |
| 6.     | The Goal                  | Adam Cohen                  | Leonard Cohen | 1:12  |
| 7.     | Puppets                   | Adam CohenP                 | Leonard Cohen | 2:40  |
| 8.     | The Hills                 | Leonard Cohen               | Leonard Cohen | 4:18  |
| 9.     | Listen to the Hummingbird | Adam Cohen                  | Leonard Cohen | 2:01  |

## Obsazení
- Leonard Cohen – hlas
- Adam Cohen – kytara, syntezátor, tleskání, zpěv
- Daniel Lanois – klavír, zpěv, kytara
- Javier Mas – akustická kytara, laúd
- Richard Reed Parry – baskytara
- Beck – harmonika, akustická kytara
- David Campbell – dirigent
- Matt Chamberlain – bicí, perkuse
- Leslie Feist – zpěv
- Jennifer Warnes – zpěv
- Sharon Robinson – zpěv, perkuse
- Patrick Leonard – klavír
- Patrick Watson – varhany, syntezátor, aranžmá
- Dave Stone – kontrabas
- Michael Chaves – basa, kytara, tleskání, bicí, perkuse
- Jacob Braun – violoncello
- Mishka Stein – basa
- Jamie Thompson – bicí
- Zac Rae – klavír, elektrické piano, vibrafon, klávesy, toy piano, perkuse, syntezátor, varhany, citera, smyčce, zvony
- Aaron Sterling – činely
- Jason Sharp – saxofon
- Pietro Amato – horny
- Stewart Cole – trubka, křídlovka, klarinet, syntezátor
- George Doering – barytonové ukulele
- Dustin O'Halloran – klavír
- Cantus Domus – sbor
- Shaar Hashomayim Men's Choir – sbor
- Avi Avital – mandolína
- S T A R G A Z E
  - André de Ridder – dirigent
  - Alistair Sung – violoncello
  - Georg Paltz – klarinet
  - Caimin Gilmore – kontrabas
  - Maaike van der Linde – flétna
  - Marlies van Gangelen – hoboj
  - Kobi Arditi – pozoun
  - Romain Bly – trubka
- Larry Goldings – klavír, flétna
- Rob Humphreys – perkuse
- Andrew Duckles – viola
- Charlie Bisharat – housle
- Josefina Vergara – housle
- Carlos de Jacoba – kytara
- Silvia Perez Cruz – zpěv
- Mariza Rizou – zpěv
- Erika Angell – zpěv
- Lilah Larson – zpěv
- Molly Sweeney – zpěv
- Damien Rice – zpěv
- Jessica Staveley-Taylor – zpěv
- Mariam Wallentin – zpěv
- Steve Hassett – zpěv
- Zoë Randell – zpěv